# Iris microglossa
Iris microglossa är en irisväxtart som beskrevs av Per Erland Berg Wendelbo. Iris microglossa ingår i släktet irisar, och familjen irisväxter. Inga underarter finns listade i Catalogue of Life.